# Moneta longicauda
Moneta longicauda är en spindelart som beskrevs av Simon 1908. Moneta longicauda ingår i släktet Moneta och familjen klotspindlar.
Artens utbredningsområde är Western Australia. Inga underarter finns listade i Catalogue of Life.